# Eladio Mille Suárez
Eladio Mille Suárez (Ferrol, 1857) fue un militar y político español
miembro del Congreso de los Diputados durante tres legislaturas por la fracción política canovista del Partido Liberal-Conservador de Antonio Cánovas del Castillo.

## Biografía
Hijo de  Ramón Mille Escobar, ferrolano Auditor General de la Armada, y Atanasia Juana Suárez y Vigil de Quiñones, asturiana, hija del magistrado Benito Suárez Campa.
Licenciado en Derecho, Abogado, Auditor General  del Cuerpo Jurídico de la Armada Española.
Presidente nacional de la Cruz Roja (1916-1923).

## Diputado
En las Elecciones generales de España de 1903, fue elegido en representación del Distrito 2 Ferrol de la circunscripción de La Coruña, como adicto.
Obtuvo 3547 votos de los 5055 emitidos en un censo electoral de 7068 electores.